# Séisme de 2012 au Guatemala
Le séisme de 2012 au Guatemala désigne un séisme survenu le 7 novembre 2012 à 10 h 35 min 47 s (UTC−04:00), dans l'océan Pacifique, non loin des côtes du Guatemala. D'une magnitude selon l'échelle du moment de 7.4, il fait 139 morts et 155 blessés.
Le séisme a été ressenti au Guatemala et dans certaines zones du Mexique, du Salvador, du Belize, du Honduras, du Nicaragua et du Costa Rica. Des dégâts ont été rapportés au Guatemala, particulièrement dans les communes de San Marcos, Quetzaltenango et la capitale Guatemala. Le centre d'alerte des tsunamis dans le Pacifique avait émis plusieurs alertes concernant la possible formation d'un tsunami se déplaçant à environ 250-320 km/h depuis l'épicentre. Avec 42 morts, le séisme est le plus intense et le plus meurtrier survenu au Guatemala depuis 1976,.

## Dégâts

### Guatemala

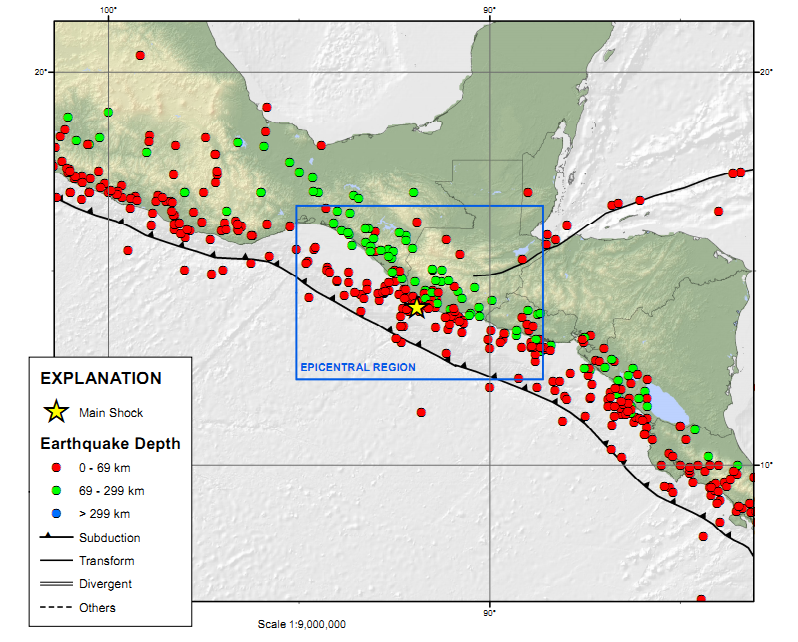
Carte du contexte tectonique et des séismes du Guatemala et de ses environs avec la secousse principale du séisme de 2012 (étoile jaune).

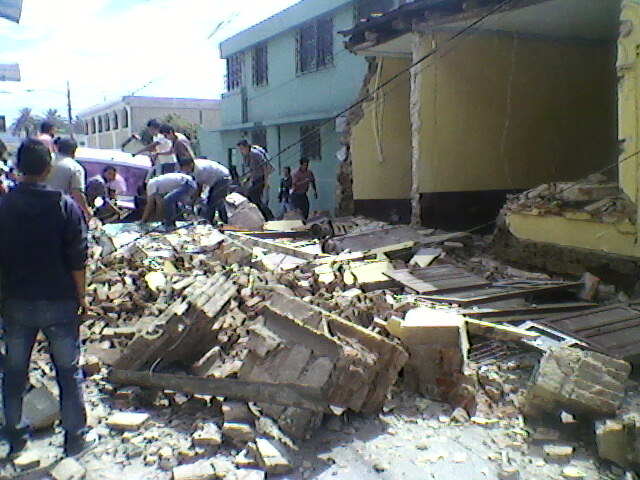
Dégâts à San Marcos, Guatemala.

Les départements de San Marcos, Quetzaltenango, Sololá, Totonicapán, du Quiché et de Huehuetenango ont été les plus touchés,. Les premiers rapports estiment le nombre de morts à 42 au Guatemala,. 73 000 foyers ont été privés d'électricité. Le président guatémaltèque déclare l'état d'urgence dans les départements de Retalhuleu, Sololá, Totonicapán, San Marcos, Quetzaltenango, Quiché et Huehuetenango,.
Des bâtiments en ruine et plusieurs morts et blessés ont été dénombrés à San Marcos. Le nombre de morts et de blessé à San Marcos a été difficile à établir tout au début à cause des coupures des moyens de communication et des routes bloquées. Au moins 50 foyers ont été endommagés à El Quetzal (en), dont 9 sont rendus inhabitables, et leurs habitants ont dû trouver refuge dans une école publique. Plus de 300 personnes se sont installés dans 10 refuges dans le département.
À Concepción Chiquirichapa, huit personnes ont trouvé la mort, ensevelies dans des glissements de terrain. Certains habitants à San Marcos, craignant une éventuelle réplique, sont restés dans la rue. Au total, 10 morts ont été dénombrés dans le département de Quetzaltenango et 156 foyers ont été également endommagés.
Retalhuleu, au sud, était au plus près de l'épicentre. Le palais départemental de Retalhuleu, une fondation historique, a été endommagé.

### Autres
Au Salvador, les habitants ont évacué leurs foyers, dans la capitale, mais aucun dégât n'a été rapporté. De son côté, le Nicaragua a émis une alerte au tsunami après le séisme.